# Gros
Gros je enota za množino. Vsebuje 12 ducatov po 12 kosov = 144 kosov.